# Alexis-Marie de Rochon
Alexis-Marie de Rochon, dit l'abbé Rochon, né au château de Brest le 21 février 1741 et mort le 5 avril 1817, est un astronome et voyageur français, inventeur d'un instrument d'optique.

## Biographie
Rochon est dès l'enfance destiné à la carrière ecclésiastique. Il se passionne cependant pour les sciences et les voyages. Il entre très jeune à l'Académie de marine et il est correspondant de Jean-Dominique Cassini (Cassini IV) à l'Académie des sciences en 1767. Il est nommé astronome de la Marine en 1766 et part en voyage en Afrique pour déterminer différents points de longitude. Il découvre à Madagascar des cristaux de roche biréfringents (ayant la propriété de double réfraction). Il emploie ces cristaux dans des instruments d'optique. 
Devenu adjoint mécanicien à l'Académie des sciences en 1771, il part pour les Terres australes avec le capitaine de Kerguelen. En désaccord avec Kerguelen qui le juge irascible, celui-ci le débarque à l'Ile de France.
Il rapportera de ce voyage les premiers échantillons d'un minéral nouveau, décrit plus tard par Werner ; mais ce dernier attribuera par erreur cette découverte à un Hollandais du nom de von Prehn (le minéral porte le nom de prehnite). À son retour en 1774, il est nommé conservateur du Cabinet d'astronomie du roi, puis du Cabinet de physique et d'optique avec Jean-Baptiste Le Roy. Il est membre de l'Académie de Saint-Pétersbourg, astronome-opticien de la marine, directeur d'optique de la marine (il y succède à Roger Joseph Boscovich), inspecteur des machines des monnaies, commissaire général des monnaies. Il fonde le premier Institut d'optique, consacré au perfectionnement technique de l'optique.
Il perd ces emplois à la Révolution et se retire à Brest. Il est envoyé à Londres au sujet de la réforme des poids et mesures en 1790. Il est ensuite nommé directeur de l'observatoire de Brest et membre de la Légion d'honneur. Il est élu membre de la section de physique expérimentale de l'Académie des sciences en 1795.
Il a fait construire en 1796 un phare au port de Brest, perfectionné les lunettes nécessaires à la marine et inventé le micromètre à double image — inventé indépendamment par Boscovich avec du verre ordinaire — connu sous le nom de « lunette de Rochon ».

## Principales publications
- Mémoires sur la mécanique et sur la physique (1783)
- Nouveau voyage à la mer du Sud commencé sous les ordres de Marion auquel j'ai joint un extrait de celui de Surville (1783), avec Julien Marie Crozet et Jean François de Surville, Paris, Barrois Aîné, in-8[4]
- Voyage aux Indes orientales et en Afrique, pour l'observation des longitudes de mer..., avec une dissertation intéressante sur les îles célèbres de Salomon, et sur les voyages de Marion, de Surville, de la Peyrouse et de d'Antrecastreau (1787), L'Huillier, 1807, 486 p. En ligne sur Google Books
- Essai sur les monnaies anciennes et modernes (1792)
- Voyages à Madagascar, à Maroc, et aux Indes orientales, Paris, Prault, an X (Tome 3, Google Books)

## Distinction
- Chevalier de la Légion d'honneur[5].